# André Breton
André Robert Breton (Tinchebray, 19 febbraio 1896 – Parigi, 28 settembre 1966) è stato un poeta, saggista e critico d'arte francese.
Noto come poeta e teorico del surrealismo, che favorì con la stesura dei manifesti e curando riviste, mostre e incontri, fu allievo del filosofo André Cresson.

## Biografia
André Breton nasce a Tinchebray (Orne) il 19 febbraio 1896, figlio unico di Louis-Justin Breton (1867-1955) e Marguerite-Marie-Eugénie Le Gouguès (1871-1946), provenienti rispettivamente dalla Lorena e dalla Bretagna.
Nel 1900 la famiglia si trasferisce a Pantin (al 33 di rue Étienne-Marcel) e André frequenta l'Istituto religioso Sainte Elisabeth fino al 1902, anno in cui entra a far parte della scuola comunale di Pantin dove si dimostra un ottimo allievo.
Nel 1907 si iscrive al College Chaptal di Parigi come esterno e continua ad ottenere buoni risultati soprattutto in tedesco. Nasce in questi anni il suo amore per la poesia e sulla rivista della scuola "Vers l'idéal" pubblica, nel 1912, due sue poesie che firmerà con l'anagramma René Dobrant. Scopre in questi anni poeti come Baudelaire, Mallarmé e Huysmans e si appassiona alle arti figurative dimostrando di apprezzare Gustave Moreau, Pierre Bonnard, Édouard Vuillard e Paul Signac, mentre si dimostrerà poco convinto nei riguardi del cubismo e invece attratto dall'arte primitiva. Nascono le prime idee politiche che sono già improntate all'anarchismo.
Nel 1913 si iscrive alla facoltà di Medicina e continua a comporre versi, alcuni dei quali saranno pubblicati sulla rivista "La Phalange", e nello stesso anno si mette in contatto con Paul Valéry al quale sottopone le sue composizioni per avere un giudizio critico.
Nel 1915 viene chiamato al servizio militare che all'inizio passa a Pontigny. Intanto continua la lettura di Rimbaud e scopre Jarry. Scrive in quell'anno la pièce Décembre che invia ad Apollinaire.
Nel 1916, di stanza a Nantes come infermiere militare, scrive il suo primo poema in prosa, Âge che risente fortemente dell'influsso di Rimbaud. Incontra Jacques Vaché e stringe amicizia con Apollinaire. Durante questo periodo pensa anche di occuparsi di psichiatria e conosce Joseph Babinski.
Tornato a Parigi, nel 1917 frequenta Pierre Reverdy e Philippe Soupault, scrive su "Mercure de France", e fa l'incontro importante con Louis Aragon, anche lui al momento studente di medicina. Con Aragon e Soupault condivide diversi progetti, tra letteratura e arte visiva, ma soprattutto i tre cominciano a essere conosciuti nell'ambiente culturale parigino.
Nel 1918, grazie ad Aragon, scopre l'opera di Isidore Ducasse conosciuto con lo pseudonimo di Conte di Lautréamont e le poesie che scriverà mostrano il desiderio di rompere con la metrica classica.
Nel 1919 si mette in contatto con Tristan Tzara al quale manifesta il suo entusiasmo per il "Manifesto Dada 3". Nello stesso anno fonda con Aragon e Soupault la rivista "Littérature" (una rivista a cui collaboreranno tra gli altri Jean Cocteau, Jean Giraudoux, Valery Larbaud, Paul Morand, Jules Romains, Max Jacob, Tzara ecc.) ed entra in contatto con Paul Éluard. Esce intanto, presso Au Sans Pareil, Mont de piété, sua prima raccolta poetica illustrata da disegni di André Derain, e supera l'esame che lo fa diventare medico ausiliario. Alla fine dell'anno, conosciuto Francis Picabia, ne diventa amico.
Quando nel 1920 Tristan Tzara arriva a Parigi, Breton e i suoi amici aderiscono con entusiasmo al dadaismo (dedicando tra l'altro il n. 13 della rivista "Littérature" esclusivamente a loro).
Lascia gli studi di medicina e inizia a lavorare al servizio abbonamenti della "Nouvelle Revue Française", per Gaston Gallimard, mentre pubblica, presso Au Sans Pareil, Champs magnétiques (con Soupault, primo esperimento di "scrittura automatica"). A luglio, però, già stanco del dadaismo che considera monotono e inconcludente, abbandona il lavoro alla "NRF" e il dadaismo.
Nel 1921 accetta un lavoro di bibliotecario offertogli da Jacques Doucet al quale consiglia l'acquisto de Les demoiselles d'Avignon di Picasso che si rivelerà opera cardine del secolo (ma anche altri quadri, di Rousseau il doganiere, Henri Matisse, Max Ernst, Francis Picabia, Giorgio de Chirico, Marcel Duchamp, Man Ray e di altri artisti che contribuirà a far conoscere).
Il 17 settembre sposa Simone Kahn (testimone Paul Valéry), e durante il viaggio di nozze viene ricevuto da Sigmund Freud a Vienna. I due si stabiliscono al 42 di rue Fontaine, dove lui resterà fino al 1949. In questo atelier si tengono esperimenti di scrittura sotto ipnosi, sedute spiritiche, raccolte di oggetti strani ritrovati per strada, ritagli di giornali come collage di parole, maschere e oggetti sacri e discussioni sull'arte, sul sogno e sulla letteratura.
Nel 1923 escono la raccolta Clair de terre (con un ritratto dell'autore in acquaforte di Picasso, una trentina di poesie e cinque racconti di sogni) e l'antologia di articoli Les Pas perdus. Marcel Arland sulla "NRF" parla di "mistica senza oggetto" di un "profeta senza fede".
Nel 1924, dopo qualche anno di tentennamenti dalla rottura con il dadaismo, nasce il surrealismo, ed esce il primo manifesto (firmato tra gli altri da Aragon, Breton, René Crevel, Robert Desnos, Paul Éluard, Pierre Naville, Benjamin Péret, Soupault e Roger Vitrac). Al manifesto viene allegata la raccolta di Breton Poisson soluble. In giugno chiude la seconda serie (iniziata nel marzo 1922) di "Littérature". Parte invece la rivista "La Révolution surréaliste" (dicembre 1924), a cui contribuiranno, oltre ai fondatori, Antonin Artaud, Michel Leiris, Joan Miró, René Magritte, Raymond Queneau ecc.
È il momento di interventi pubblici e prese di posizione artistiche in tutti i dibattiti dell'epoca, anche fuori di Francia, per esempio contro Anatole France (al momento dei suoi funerali di Stato, Breton dichiara: "È un poco di servilismo che se ne va"). Il gruppo apre un ufficio al 15 di rue Grenelle, dove si tengono riunioni e spettacoli su iniziativa di Artaud (almeno fino alla chiusura l'anno successivo perché considerati troppo violenti). Simone, il cui matrimonio con Breton comincia però già a essere in crisi, apre una galleria d'arte.

### Manifesto del surrealismo
Dal "Manifesto del surrealismo" (1924):
"Surrealismo, s.m. Automatismo psichico puro per mezzo del quale ci si propone di esprimere, o verbalmente, o per iscritto, o in qualsiasi altro modo, il funzionamento reale del pensiero. Dettato del pensiero, in assenza d'ogni controllo esercitato dalla ragione, al di fuori d'ogni preoccupazione estetica o morale."
"Il surrealismo si fonda sull'idea di un grado di realtà superiore connesso a certe forme di associazione finora trascurate, sull'onnipotenza del sogno, sul gioco disinteressato del pensiero. Tende a liquidare definitivamente tutti gli altri meccanismi psichici e a sostituirsi ad essi nella risoluzione dei principali problemi della vita."
"Fatevi portare di che scrivere, dopo esservi sistemato nel luogo che vi sembra più favorevole alla concentrazione del vostro spirito in sé stesso. Ponetevi nello stato più passivo, o ricettivo, che potete [...] Scrivete rapidamente senza un soggetto prestabilito, tanto in fretta da non trattenervi, da non avere la tentazione di rileggere. La prima frase verrà da sola."
"Ecco dei personaggi dai modi un po' disparati [...] Così provvisti di un piccolo numero di caratteristiche fisiche e morali, quegli esseri che in verità vi devono tanto poco non si scosteranno più da una certa linea di condotta, della quale non dovete occuparvi. Ne risulterà un intreccio più o meno sapiente in apparenza, a giustificare punto per punto un finale commovente o rassicurante di cui vi disinteressate".

### Il surrealismo, tra pittura e cinema
Le gallerie si moltiplicano, come pure gli articoli sulla pittura, raccolti nel 1928 in Le Surréalisme et la peinture e gli interventi in città contro chiunque si credesse investito di qualche autorità. Alcuni incidenti e scandali fanno parlare di sabotaggio. La provocazione con lettere aperte, polemiche, manifesti stradali e volantini, si fa sempre più politica (è il momento della Lègitime défense, pubblicata dalle Éditions surréalistes nel 1926).
Al gruppo intanto si sono uniti Marcel Duhamel, Jacques Prévert e Yves Tanguy, se ne sono allontanati Artaud, Naville, Queneau e Soupault. Una sfida al duello con Jean Paulhan non si realizza, e Breton si riavvicina alla psichiatria, seguendo le lezioni pubbliche dell'hôpital Sainte-Anne e accompagnando Nadja, incontrata il 4 ottobre 1926, nei suoi pellegrinaggi per Parigi (un libro, Nadja, tra i più suggestivi del secolo, che uscirà nel 1928 e in edizione definitiva nel 1963).
Nel 1927 Breton incontra Suzanne Muzard (divorzierà da Simone e la sposerà in seconde nozze il 1º dicembre 1928) e scrive la Introduction au discours sur le peu de réalité. Nel marzo 1928 esce sul n. 11 de "La Révolution surréaliste" un'inchiesta sulla sessualità (è anche l'epoca dei testi provocatori di Georges Bataille, che andrà presto anche lui su un'altra strada).
Si appassiona anche di cinema, difende Artaud che entra in polemica con Germaine Dulac, ma ciononostante Artaud, aiutato da Elsa Triolet, si stacca dal gruppo. Breton diventa amico di Georges Sadoul e Salvador Dalí e si mette a rileggere Hegel.

### Il surrealismo e la politica
Nel dicembre 1929 esce il secondo manifesto (sull'ultimo numero de "La Révolution surréaliste", il 12), che ospita anche la sceneggiatura di Un chien andalou di Luis Buñuel. È polemica con il gruppo della rivista "Grand Jeu" (diretta da René Daumal), quindi nel gennaio 1930 l'uscita del pamphlet contro Breton intitolato Un cadavre (stesso titolo che lui aveva messo contro Anatole France), accusato di ipocrisia. Due mesi dopo, Robert Desnos scrive il Troisième manifeste du surréalisme (apparso su "Le Courrier littéraire" di marzo), contro il fondatore stesso del movimento.
Fa quindi partire una nuova rivista, "Le Surréalisme au service de la Révolution" (il primo numero nel luglio 1930, altri sei fino al 1933), e stampare tre raccolte: Ralentir travaux con Éluard e René Char (1930), L'Immaculée Conception, con il solo Éluard, e L'Union libre (1931).
Louis Aragon, Elsa Triolet e Georges Sadoul fanno un viaggio in URSS. Il primo scrive il poema Front rouge subito accusato d'istigazione alla diserzione militare e Breton si procura molte firme intervenendo in sua difesa con L'Affaire Aragon (1932, poi ripreso con la reazione della stampa alla sua uscita, in Misère de la poésie e, in solidarietà con Breton, nel pamphlet collettivo Paillasse!).
Ma la difesa non piace ad Aragon e, per questioni politiche, avviene la rottura tra i due. Nel luglio 1931, intanto, Breton ha ceduto alla corte di Valentine Hugo, che oscilla tra solo amica e confidente e amante. Escono Les Vases communicants (1932) e Qu'est-ce que le surréalisme? (1934).
Nel 1933 lancia con André Thirion, l'"Association des écrivains et artistes révolutionnaires", che dopo un poco lo accusa d'essere contro-rivoluzionario e lo esclude. Parallelamente all'attività politica c'è quella amorosa. Il 14 agosto 1934 sposa in terze nozze Jacqueline Lamba, incontrata solo sei settimane prima (testimoni Alberto Giacometti e Paul Éluard). Poi organizza diverse mostre surrealiste, anche a Copenaghen, Praga, Zurigo, Santa Cruz de Tenerife o Londra (dove porta il Manifeste anglais du surréalisme). Lancia bollettini, partecipa a conferenze, mentre il gruppo continua a cambiare (è il momento dei ready-made di Duchamp). Ma cambiano anche i fatti, in Europa, con l'avvento di fascismo e nazismo.
Una nuova grande mostra surrealista si tiene al MoMA di New York (ma Breton non ci va), poi a Parigi e ad Amsterdam, per la quale, in guisa di catalogo, scrive con Éluard un Dictionnaire abrégé du surréalisme (1938).
Nasce la figlia Aube e pubblica L'Amour fou. Poi parte per il Messico, dove incontra Lev Trotsky in esilio. Al ritorno litiga con Éluard e Dalì. Nel 1939  -con il n. doppio 12-13, che contiene, fra l'altro, un saggio fondamentale di Pierre Mabille (acquisito in illo tempore alla causa del Surrealismo), sull'Occhio del Pittore-  chiude anche la rivista "Minotaure", edita da Skira  -si stampava dal 1933 qual espressione di un'avanguardia aperta a nuove voci, dopo l'eclatante rottura di Breton con Aragon indi anche con Paul Eluard, vocatisi, alla fine degli anni '30, a una "cultura engagé" prossima al comunismo staliniano.
Si entusiasma per Julien Gracq, ma è nuovamente richiamato alle armi (Hitler ha invaso la Polonia) come medico militare a Nogent, poi a Noisy, a Poitiers e a Loupiac. Prova orrore per il nazismo come per lo stalinismo. Nel 1940 esce la Anthologie de l'humour noir, ma la distribuzione è sospesa. Hitler è entrato a Parigi, il libro è censurato, il suo nome è sulle liste di comunisti. Aiutato da Pierre Mabille, sceglie l'esilio.

### L'esilio
Breton fugge a Martigues, nel sud della Francia, presso l'amico psichiatra Pierre Mabille, indi a Marsiglia, ove scrive il poema Fata morgana; in illo tempore elabora anche Pleine Marge  -pubblicato qualche anno più tardi a New York in tiratura limitata con dedica a Pierre Mabille- nel quale Breton dichiara, in enigmatica semplicità, il suo diniego all'amico, iniziato in una Loggia del "Droit Humain", di entrare in Massoneria. Infine, su una nave con Victor Serge, Anna Seghers e Claude Lévi-Strauss raggiunge con la famiglia la Martinica, dove, sorvegliato a vista, riesce tuttavia a incontrarsi con Aimé Césaire. Lo affianca André Masson, suo collaboratore per Le Dialogue créole (uscirà, in prima edizione, su Lettres Françaises, che si stampa a Buenos Aires, nel 1942) . Dopo ulteriore peregrinare, raggiunge New York.
A New York, aiutato economicamente da Peggy Guggenheim, viene intervistato dalla rivista "View" che consacra il n. 7-8 (1941) al surrealismo. Poco tempo dopo Breton lancia una sua rivista americana ("VVV", che vuol dire Victoire et la Vie démultipliées), ma si rifiuta di imparare l'inglese. Jacqueline, più intraprendente, lo abbandona e raggiunge il pittore David Hare, portandosi appresso la figlia. Dopo un periodo di disperazione assai creativo (vedi Arcane 17, a volte ritenuto, in sede critica, il suo volume più riuscito  -l'arcano 17 dei tarocchi detti di Marsiglia, è La Stella: tema questo evocato anche in Nadja,  ivi connesso già col tema mitologico di Melusina  -ha scritto, in tema, Marguerite Bonnet: "La Mélusine d'Arcane 17 n'en à guère davantage avec l'imaginaire fin de siècle de la serpente perverse. Pour Breton s'inscrivant dans la mouvance de l'autre chantre du féminin que fut Eliphas Levi, Mélusine privé de son 'assiette humaine' par l'indiscrète irruption de Raymondine signifie à la fois son malheur et sa chance: malheur parce que la femme subit l'aliénation sociale que lui a imposée le pouvoir; chance parce qu'elle détient le privilège de communiquer avec 'les forces élementaires de la nature'), André Breton incontra finalmente Elisa Claro (nata Bindorff), anch'ella afflitta, per aver perduto da poco sua figlia. I due si sposano e, dopo un viaggio in Québec, Nevada e Colorado (dove Breton scrive la Ode à Charles Fourier), si recano ad Haiti, indi a Santo Domingo, facendo ritorno in Francia nel maggio del 1946.

### Il ritorno
Tornato a Parigi, Breton si sente disorientato. Molte cose sono cambiate in ambito intellettuale e diversi considerano il surrealismo qualcosa di sorpassato. Ciononostante Jean Paulhan, Arthur Adamov e Marthe Robert lo invitano a una serata celebrativa di Artaud, uscito dall'ospedale psichiatrico di Rodez dopo nove anni. Nel 1947 riesce a organizzare con Duchamp una mostra che comprende 86 artisti di 24 nazionalità, ma più che rilanciare il movimento, essa sembra decretarne il ritardo (almeno attraverso la critica).
Breton tenta anche la carta della rivista lanciando "Néon" (5 numeri, gennaio 1948-aprile 1949). Intanto esce un suo bilancio (La Lampe dans l'horloge, 1948) e lo studio di Julien Gracq su di lui (primo volume a lui dedicato).
Breton si interessa di "Art Brut", e partecipa con Jean Dubuffet a una "Compagnie de l'Art Brut", intesa a "raccogliere, conservare e mostrare opere di malati mentali". Poi pubblica un'antologia di testi diversi (Sade, Kafka, Jarry, Roussel ecc.) sotto il titolo di Almanach du dèmi-siècle (1950). Chi gli è rimasto "fedele" dichiara che il surrealismo "non è una scuola né una chiesa, ma un'avventura", e nel 1952 escono le interviste radiofoniche (Entretiens) fatte con André Parinaud.
Pur non avendo sue riviste, collabora a quelle altrui, specialmente a "Medium" e "Arts" e finalmente lancia "Le Surréalisme, même", una rivista che dura 5 numeri (ottobre 1956-marzo 1959). Nel 1957 pubblica l'Art magique, ultima sua grande opera.
Nel 1960, firma il Manifeste des 121, contro la guerra d'Algeria (tra i firmatari Maurice Blanchot, Dionys Mascolo, Edgar Morin, Claude Simon, Alain Robbe-Grillet, Alain Resnais, Simone Signoret, Pierre Boulez e Robert Antelme).
Al surrealismo si richiamano i situazionisti di Guy Debord, poi la rivista "Tel Quel" di Philippe Sollers e Julia Kristeva, ma Breton non si fa coinvolgere e riesce a lanciare ancora una rivista, "La Brèche" (8 numeri, da ottobre 1961 a novembre 1965). Intanto esce la raccolta di tutti i manifesti (1962), Nadja (1963) e una nuova edizione di Surréalisme et la peinture (1966).
Vittima di una crisi respiratoria, mentre è in vacanza a Saint-Cirq-Lapopie, viene riportato a Parigi dove muore il 28 settembre 1966. Viene sepolto al cimitero dei Batignolles.
Nonostante qualche tentativo di continuarne il movimento, Jean Schuster ha ufficialmente chiuso il surrealismo l'8 febbraio 1969.

## Scritti di André Breton
Le più importanti opere edite in Italia:
- Primo manifesto del surrealismo (Manifeste du surréalisme, 1924), Venezia: Edizioni del Cavallino, 1945
- Il cadavere squisito, in Poesie surrealiste, a cura di Benjamin Péret, trad. Roberto Sanesi e Tristan Sauvage, Milano: Arturo Schwarz, 1959
- Il surrealismo e la pittura (Le Surréalisme et la Peinture, 1928-1965), trad. Ettore Capriolo, Firenze: De Marchi, 1966
- con Paul Éluard, L'immacolata concezione (L'Immaculée Conception, 1930), trad. Giorgio Agamben, Milano: Forum editoriale, 1968; poi Milano: ES 1997. ISBN 88-86534-40-X poi Milano: Gallino, 2005. ISBN 88-87196-02-8
- Archivio del surrealismo: ricerche sulla sessualità gennaio 1928-agosto 1932, a cura di José Pierre, trad. Giancarlo Pavanello, Milano: ES, 1991. ISBN 88-85357-17-2
- Poesie, traduzione di Giordano Falzoni, con una nota di Guido Neri, Torino: Einaudi, 1970
- Nadja (1928 e 1963), trad. Giordano Falzoni, nota di Lino Gabellone, Torino: Einaudi, 1972. ISBN 88-06-48314-5 e, con prefazione di Domenico Scarpa, ivi, 2007. ISBN 978-88-06-18902-0
- Per conoscere André Breton e il surrealismo, a cura di Ivos Margoni, trad. Liliana Magrini, Concetta Scognamiglio e Giordano Falzoni, Milano: Mondadori, 1976 («Oscar» L 224)
- con Philippe Soupault, I campi magnetici (Les champs magnétiques, 1919), trad. Luigi Fontanella, Roma: Newton Compton, 1979
- Manifesti del surrealismo (aggiunto Second manifeste e altro, 1929), trad. Liliana Magrini, introduzione di Guido Neri, Torino: Einaudi, 1997. ISBN 88-06-16554-2
- I vasi comunicanti (Les Vases communicants, 1932), a cura di Annamaria Laserra, Roma: Lucarini, 1990. ISBN 88-7033-378-7
- Point du jour (1932), trad. Sandro Toni, Bologna: Cappelli, 1983
- L'Amour fou (1937), trad. Ferdinando Albertazzi, Torino: Einaudi, 1974. ISBN 88-06-02179-6
- Antologia dello humour nero (Anthologie de l'humour noir, 1940), trad. Mariella Rossetti e Ippolito Simonis, Torino: Einaudi, 1970. ISBN 88-06-13970-3; nuova edizione a cura e con introduzione di Paola Dècina Lombardi, con in appendice i due saggi La confessione sdegnosa (La confession dédaigneuse) e Il surrealismo e la tradizione (Le surréalisme et la tradition) trad. di Paola Dècina Lombardi, Torino, Einaudi 1996.
- Fata morgana (1942), trad. Giordano Falzoni in Poesie, Torino: Einaudi, 1970
- Arcano 17 (Arcane 17, 1944), trad. Laura Xella, Napoli: Guida, 1985. ISBN 88-7042-704-8
- Entretiens. Storia del surrealismo 1919-1945 (1952), a cura di André Parinaud, trad. di Livio Maitan e Tristan Sauvage, Milano, Schwarz, 1960; Roma: Savelli, 1981; Bolsena: Erre emme, 1991. ISBN 88-85378-22-6 e (trad. Marie-José Hoyet), Roma: Lucarini, 1989. ISBN 88-7033-352-3
- L'Arte Magica - in collaborazione con Gérard Legrand (contiene un Dossier con risposte sul tema del Magico nell'arte, con interventi, fra l'altro, di Raymond Abellio, Matila Ghica e Julius Evola). Milano, Adelphi, 1991.
- Manifesto per la soppressione dei partiti politici, di Simone Weil con scritti di André Breton e Alain (traduzione di Fabio Regattin). Roma, Castelvecchi, 2020.
- Pesce solubile (1924), a cura di Emanuele Pini, Fernandel, 2024.
- Note

1. ↑  numero del 1º maggio 1924.
2. ↑  Robert Kopp (a cura di), Album André Breton, Gallimard, 2008, p. 110.
3. ↑   André Breton, poeta e critico del Surrealismo, su elledecor.com. URL consultato il 26 luglio 2022.
4. ↑  Maurice Blanchot lo definirà "libro sempre futuro [...] che mette al centro dell'opera la sua assenza", Le livre à venir, Gallimard, 1959.
5. ↑  lui aveva scritto la sceneggiatura di La Coquille et le clergyman e lei lo aveva diretto in modo secondo lui non consono
6. ↑  tra le quali quelle di Picasso, Matisse, Le Corbusier, Arthur Honegger, Pierre Mac Orlan, Walter Benjamin, Thomas Mann, Bertolt Brecht e García Lorca.
7. ↑  R. Kopp, cit., p. 263.
8. ↑  Mark Polizzotti, André Breton, Gallimard, 1999, p. 634.